# Rajd San Remo 2013
Rezultaty Rajdu San Remo (55. Rallye Sanremo 2013), eliminacji Rajdowych Mistrzostw Europy w 2013 roku, który odbył się w dniach 10 października -12 października. Była to jedenasta runda czempionatu w tamtym roku, odbywająca się na nawierzchni asfaltowej, a także ósma w mistrzostwach Włoch. Bazą rajdu było miasto San Remo. Zwycięzcami rajdu została włoska załoga Giandomenico Basso i Mitia Dotta jadący samochodem Peugeot 207 S2000. Wyprzedzili oni Finów Esapekkę Lappiego i Janne Ferma w Škodzie Fabii S2000 i rodaków Alessandra Perico i Fabrizia Carrarę w Peugeocie 207 S2000.
Rajdu nie ukończyło 18 załóg. Na 2. odcinku specjalnym wycofał się Francuz Robert Consani w Renault Mégane RS. Na 3. oesie odpadł Francuz Jérémi Ancian w Peugeocie 207 S2000, który miał awarię alternatora. Na 5. oesie Irlandczyk Craig Breen w Peugeocie 207 S2000 uszkodził zawieszenie. Na tym samym oesie wycofał się również Francuz Jean-Matthieu Leandri w Peugeocie 207 S2000. Na 8. oesie odpadli Włosi Umberto Scandola w Škodze Fabii S2000 i Tobia Cavallini w Fordzie Fieście S2000, na 11. oesie inny Włoch Gioel Mattia Bertuzzi w Peugeocie 207 S2000.

## Klasyfikacja ostateczna
| Miejsce                             | Zawodnik                 | Pilot                    | Samochód                 | Czas                     | Strata                   | Punkty                   |
| ERC (punktowane pozycje)            | ERC (punktowane pozycje) | ERC (punktowane pozycje) | ERC (punktowane pozycje) | ERC (punktowane pozycje) | ERC (punktowane pozycje) | ERC (punktowane pozycje) |
| ----------------------------------- | ------------------------ | ------------------------ | ------------------------ | ------------------------ | ------------------------ | ------------------------ |
| 1.                                  | Giandomenico Basso       | Mitia Dotta              | Peugeot 207 S2000        | 2:37:37.3                |                          | 38                       |
| 2.                                  | Esapekka Lappi           | Janne Ferm               | Škoda Fabia S2000        | 2:39:20.3                | +1:43.0                  | 26                       |
| 3.                                  | Alessandro Perico        | Fabrizio Carrara         | Peugeot 207 S2000        | 2:39:24.4                | +1:47.1                  | 23                       |
| 4.                                  | Bryan Bouffier           | Xavier Panseri           | Peugeot 207 S2000        | 2:39:30.2                | +1:52.9                  | 20                       |
| 5.                                  | Stefano Albertini        | Simone Scattolin         | Peugeot 207 S2000        | 2:39:47.7                | +2:10.4                  | 14                       |
| 6.                                  | Paolo Andreucci          | Anna Andreussi           | Peugeot 207 S2000        | 2:47:38.3                | +10:01.0                 | 15                       |
| 7.                                  | Federico Gasperetti      | Federico Ferrari         | Renault Mégane RS        | 2:48:12.5                | +10:35.2                 | 6                        |
| 8.                                  | Alex Vittalini           | Sara Tavecchio           | Citroën DS3 R3T          | 2:49:17.5                | +11:40.2                 | 4                        |
| 9.                                  | Michele Tassone          | Marco Rosso              | Renault Clio R3          | 2:49:26.1                | +11:48.8                 | 2                        |
| 10.                                 | Wasilij Griazin          | Dmitrij Czumak           | Ford Fiesta S2000        | 2:50:03.6                | +12:26.3                 | 1                        |
| Mistrzostwa Włoch (pierwsza trójka) |                          |                          |                          |                          |                          |                          |
| 1. (1.)                             | Giandomenico Basso       | Mitia Dotta              | Peugeot 207 S2000        | 2:37:37.3                |                          | 15                       |
| 2. (3.)                             | Alessandro Perico        | Fabrizio Carrara         | Peugeot 207 S2000        | 2:39:24.4                | +1:47.1                  | 12                       |
| 3. (6.)                             | Paolo Andreucci          | Anna Andreussi           | Peugeot 207 S2000        | 2:47:38.3                | +10:01.0                 | 10                       |

## Zwycięzcy odcinków specjalnych
| Dzień      | Odcinek | G. rozp. | Nazwa           | Długość | Zwycięzca          | Czas    | Lider rajdu        |
| ---------- | ------- | -------- | --------------- | ------- | ------------------ | ------- | ------------------ |
| 1 (11 PAŹ) | SS1     | 14:33    | Coldirodi       | 14.34km | Bryan Bouffier     | 9:10.2  | Bryan Bouffier     |
| 1 (11 PAŹ) | SS2     | 15:01    | Apricale        | 17.75km | Umberto Scandola   | 12:22.4 | Bryan Bouffier     |
| 1 (11 PAŹ) | SS3     | 15:28    | Vignai          | 20.40km | Paolo Andreucci    | 14:03.1 | Paolo Andreucci    |
| 1 (11 PAŹ) | SS4     | 21:21    | Ronde           | 33.87km | Bryan Bouffier     | 23:00.4 | Paolo Andreucci    |
| 1 (11 PAŹ) | SS5     | 22:06    | Ronde Bis       | 20.40km | Paolo Andreucci    | 14:01.1 | Paolo Andreucci    |
| 2 (12 PAŹ) | SS6     | 10:59    | Colle Langan 1  | 19.93km | Bryan Bouffier     | 13:41.3 | Paolo Andreucci    |
| 2 (12 PAŹ) | SS7     | 11:34    | Passo Teglia 1  | 21.85km | Bryan Bouffier     | 15:50.4 | Paolo Andreucci    |
| 2 (12 PAŹ) | SS8     | 12:22    | Colle d´Oggia 1 | 20.73km | Bryan Bouffier     | 12:29.7 | Giandomenico Basso |
| 2 (12 PAŹ) | SS9     | 15:36    | Colle Langan 2  | 19.93km | Giandomenico Basso | 13:35.0 | Giandomenico Basso |
| 2 (12 PAŹ) | SS10    | 16:09    | Passo Teglia 2  | 21.85km | Bryan Bouffier     | 15:40.9 | Giandomenico Basso |
| 2 (12 PAŹ) | SS11    | 16:53    | Colle d´Oggia 2 | 20.73km | Esapekka Lappi     | 12:30.6 | Giandomenico Basso |